# Amerikanske Jomfruøers kvindefodboldlandshold
Amerikanske Jomfruøers kvindefodboldlandshold er de nationale kvindefodboldlandshold på De Amerikanske Jomfruøer som reguleres af Amerikanske Jomfruøers fodboldforbund.
De Amerikanske Jomfruøer dukkede første gang op under Gold Cup 2002, hvor at det automatisk kvalificerede sig da Montserrat trak sig. Dermed mødte de Surinam, og tabte begge kampe.
I de næste Gold Cup mødte De amerikanske jomfruøer De britiske jomfruøer, og vandt klart. Dermed gik de videre til det næste kvalificeringstadium, kaldt Caribien-mesterskabet. De amerikanske jomfruøer kom på en tredjeplads i deres indledende gruppe, med hed ærlige tab for Den dominikanske republik og Bermuda. I kvalificeringen til OL i Beijing, mødte De amerikanske jomfruøer igen Den dominikanske republik, og i tillæg Cuba i den indledende gruppe, fik det nok en gang en tredjeplads ud af det fire som var i gruppen.
I kvalificeringen til CONCACAF Women's Gold Cup 2010 kom de amerikanske jomfruøer på en sidsteplads i gruppen på tre som også bestod af Antigua og Barbuda og Saint Lucia.

## Resultater

### VM
| World Cup Finals | World Cup Finals       | World Cup Finals | World Cup Finals | World Cup Finals | World Cup Finals | World Cup Finals | World Cup Finals | World Cup Finals | World Cup Finals |
| År               | Resultat               | GP               | W                | D*               | L                | GF               | GA               | GD               |                  |
| ---------------- | ---------------------- | ---------------- | ---------------- | ---------------- | ---------------- | ---------------- | ---------------- | ---------------- | ---------------- |
| 1991             | Deltog ikke            | -                | -                | -                | -                | -                | -                | -                |                  |
| 1995             | Deltog ikke            | -                | -                | -                | -                | -                | -                | -                |                  |
| 1999             | Deltog ikke            | -                | -                | -                | -                | -                | -                | -                |                  |
| 2003             | Kvalificerede sig ikke | -                | -                | -                | -                | -                | -                | -                |                  |
| 2007             | Kvalificerede sig ikke | -                | -                | -                | -                | -                | -                | -                |                  |
| 2011             | Kvalificerede sig ikke | -                | -                | -                | -                | -                | -                | -                |                  |
| 2015             | Endnu ikke fastlagt    | -                | -                | -                | -                | -                | -                | -                |                  |
| Total            | 0/6                    | -                | -                | -                | -                | -                | -                | -                |                  |

*Omfatter kampe vundet på straffespark.

### CONCACAS
| Women's Gold Cup | Women's Gold Cup       | Women's Gold Cup | Women's Gold Cup | Women's Gold Cup | Women's Gold Cup | Women's Gold Cup | Women's Gold Cup | Women's Gold Cup | Women's Gold Cup |
| År               | Resultat               | GP               | W                | D*               | L                | GF               | GA               | GD               |                  |
| ---------------- | ---------------------- | ---------------- | ---------------- | ---------------- | ---------------- | ---------------- | ---------------- | ---------------- | ---------------- |
| 1991             | Deltog ikke            | -                | -                | -                | -                | -                | -                | -                |                  |
| 1993             | Deltog ikke            | -                | -                | -                | -                | -                | -                | -                |                  |
| 1994             | Deltog ikke            | -                | -                | -                | -                | -                | -                | -                |                  |
| 1998             | Deltog ikke            | -                | -                | -                | -                | -                | -                | -                |                  |
| 2000             | Deltog ikke            | -                | -                | -                | -                | -                | -                | -                |                  |
| 2002             | Kvalificerede sig ikke | -                | -                | -                | -                | -                | -                | -                |                  |
| 2006             | Kvalificerede sig ikke | -                | -                | -                | -                | -                | -                | -                |                  |
| 2010             | Kvalificerede sig ikke | -                | -                | -                | -                | -                | -                | -                |                  |
| Total            | 0/8                    | -                | -                | -                | -                | -                | -                | -                |                  |

*Omfatter kampe vundet på straffespark.